# Namika
Namika (født Hanan Hamdi 7. september 1991  i Frankfurt), tidligere kendt under kunstnernavnet Hän Violett, er en tysk sanger og rapper, der stammer fra en rifkabylsk marokkansk familie. Hun er særlig kendt for sin sang "Lieblingsmensch", der nåede førstepladsen på den tyske hitliste.

## Diskografi

### Album
- Nador (2015)
- Que Walou (2018)

### Singler
- "Lieblingsmench" (2015)
- "Hellwach" (2015)
- "Kompliziert" (2016)
- "Je ne parle pas français" (2018)